# Gonomyia spinifer
Gonomyia spinifer là một loài ruồi trong họ Limoniidae. Chúng phân bố ở miền Tân bắc.